# Tinko Czetwertynski
Constantin Swiatopolk-Czetwertynski e nascido Constantin Nicolas (Tinko), Príncipe Swiatopelk-Czetwertynski (Bruxelas, 20 de fevereiro de 1978), e um fotografo conhecido como Tinko Czetwertynski, casado com a Princesa Paola Maria Sapieha-Rozanski (Londres, 27 de abril de 1983).

## Historia
Czetwertynski é membro da família Swiatopelk-Czetwertynski, um príncipe da Polônia. Ele é o segundo filho de Michael Swiatopelk-Czetwertynski, que serviu como Embaixador no Reino da Bélgica e de sua primeira esposa, Kristina Sigurdsson, da Vedramonti.
Ele se casou em 2012 com a Princesa Paola Maria Sapieha de Bourbon (Londres, 27 de abril de 1983), filha do príncipe polonês Jan Sapieha-Rozánski e da princesa Maria Cristina de Orléans-Bragança.
Ele apresentou uma petição com seu irmão Alexandre Wladimir Swiatopelk-Czetwertynski (Uccle, 27 de dezembro de 1975) para obter o reconhecimento da nobreza hereditária e seu título real dentro da nobreza belga, que lhes foi concedida por decreto real, para eles e seus filhos, com transferência adicional por descendentes masculinos. O reconhecimento foi selado ao revelar as cartas abertas em 17 de abril de 2007. Eles carregam a antiga arma da família com o feitiço jure suo gun.

## Trabalho
Tinko Czetwertynski estudou artes gráficas na Faculdade de Arte e Design do Central Saint Martin. Ele é um fotógrafo profissional. Entre seus clientes estão as revistas Vogue e Vanity Fair. Para Vanity Fair, fez um relatório sobre o couturão libanês Elie Saab. Chanel e L'Oreal também lhe deram atribuições.